# محمد سرگزی
محمد سرگزی (زاده ۱۳۶۳) قاضی و سیاستمدار اصولگرا ایرانی و جوانترین نماینده استان سیستان و بلوچستان در دوره یازدهم و دوازدهم است. وی موفق شد در یازدهمین انتخابات مجلس شورای اسلامی که در تاریخ ۲ اسفند ۱۳۹۸ برگزار شد، با کسب ۷۶ هزار و ۶۸۴ رای از مجموع ۱۶۲ هزار و ۱۵۸ رأی صحیح و دوازدهمین دوره انتخابات مجلس که در ۱۱ اسفند ۱۴۰۳ برگزار شد با کسب ۴۹ هزار و ۸۷۴ رای از ۱۶۰هزار و ۸۴۲ رای صحیح به عنوان منتخب اول از حوزه انتخابیه زابل، زهک، هیرمند، نیمروز و هامون از استان سیستان و بلوچستان به مجلس راه یابد.
سرگزی  رئیس کمیسیون حقوقی و  قضایی مجلس شورای اسلامی دوره دوازدهم  و عضو ناظر شورای عالی پیشگیری از وقوع جرم است. همچنین پیش تر عضو کمیسیون عمران در مجلس یازدهم بوده است.